# Rue protobyzantine avec un bâtiment voûté et une basilique dans la forteresse de Niš
La rue protobyzantine avec un bâtiment voûté et une basilique dans la forteresse de Niš (en serbe cyrillique : Рановизантијска улица са грађевином под сводовима и базиликом у Нишкој тврђави ; en serbe latin : Ranovizantijska ulica sa građevinom pod svodovima i bazilikom u Niškoj tvrđavi) se trouve à Niš, dans la municipalité de Crveni krst et dans le district de Nišava, en Serbie. Elle est inscrite sur la liste des monuments culturels de grande importance de la République de Serbie (identifiant no SK 289).

## Présentation
Le bâtiment voûté, la basilique et la rue forment un ensemble spatial au cœur de la Niš impériale ; leur conception est caractéristique de l'architecture à l'époque de la Tétrarchie.
Le bâtiment voûté, situé dans la partie centrale de la forteresse de Niš, mesure 22 × 31 m mètres et est orienté nord-sud et se trouve ainsi perpendiculaire à la rue et à la basilique ; il est constitué de quatre salles voûtées en berceau construites en briques ; deux d'entre elles mesurent grosso modo 7,2 × 7 m et les deux autres 7,2 × 6,2 m. Toutes ces pièces sont reliées dans le sens de la longueur par un couloir voûté.

Le bâtiment voûté.
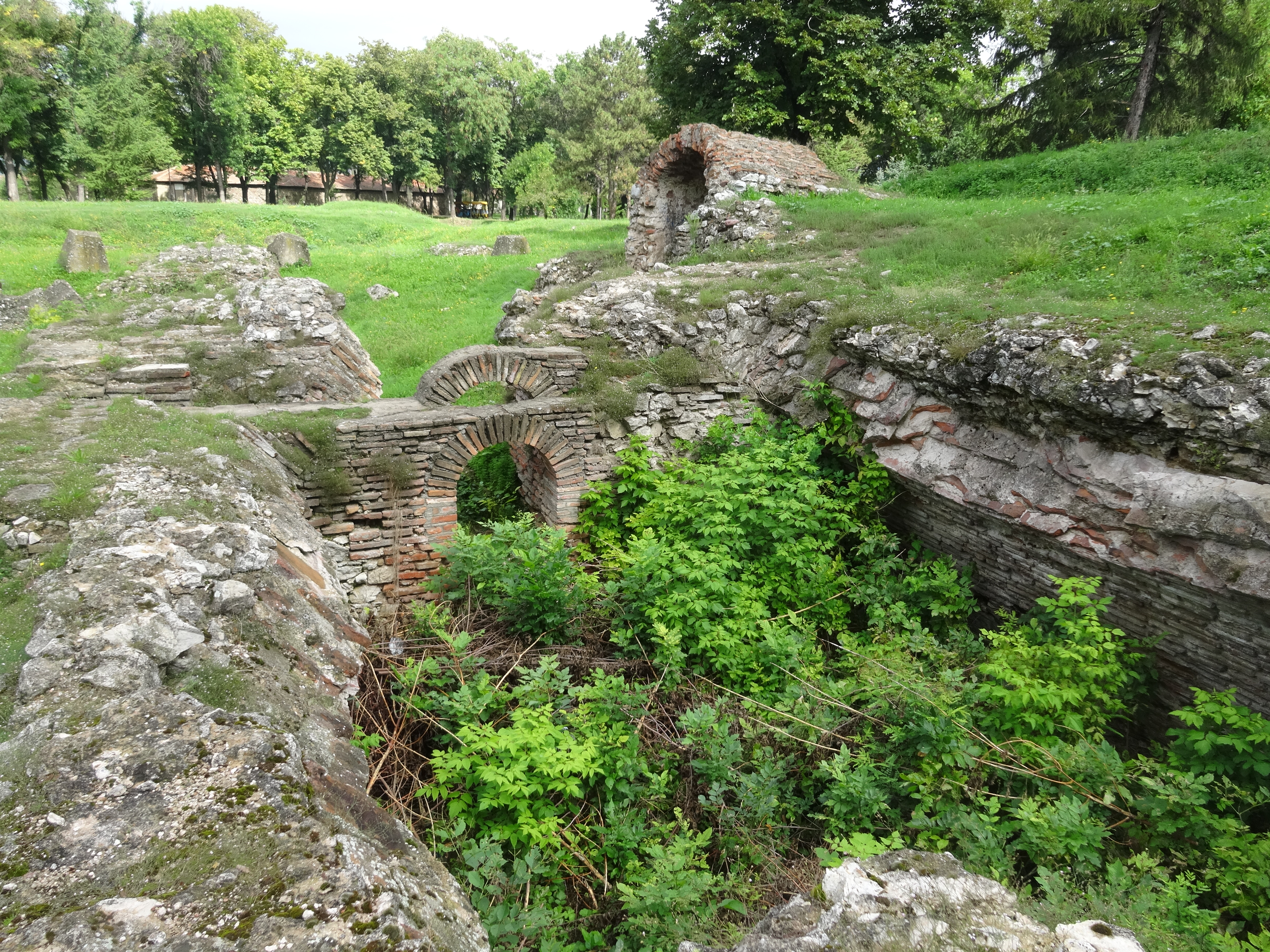
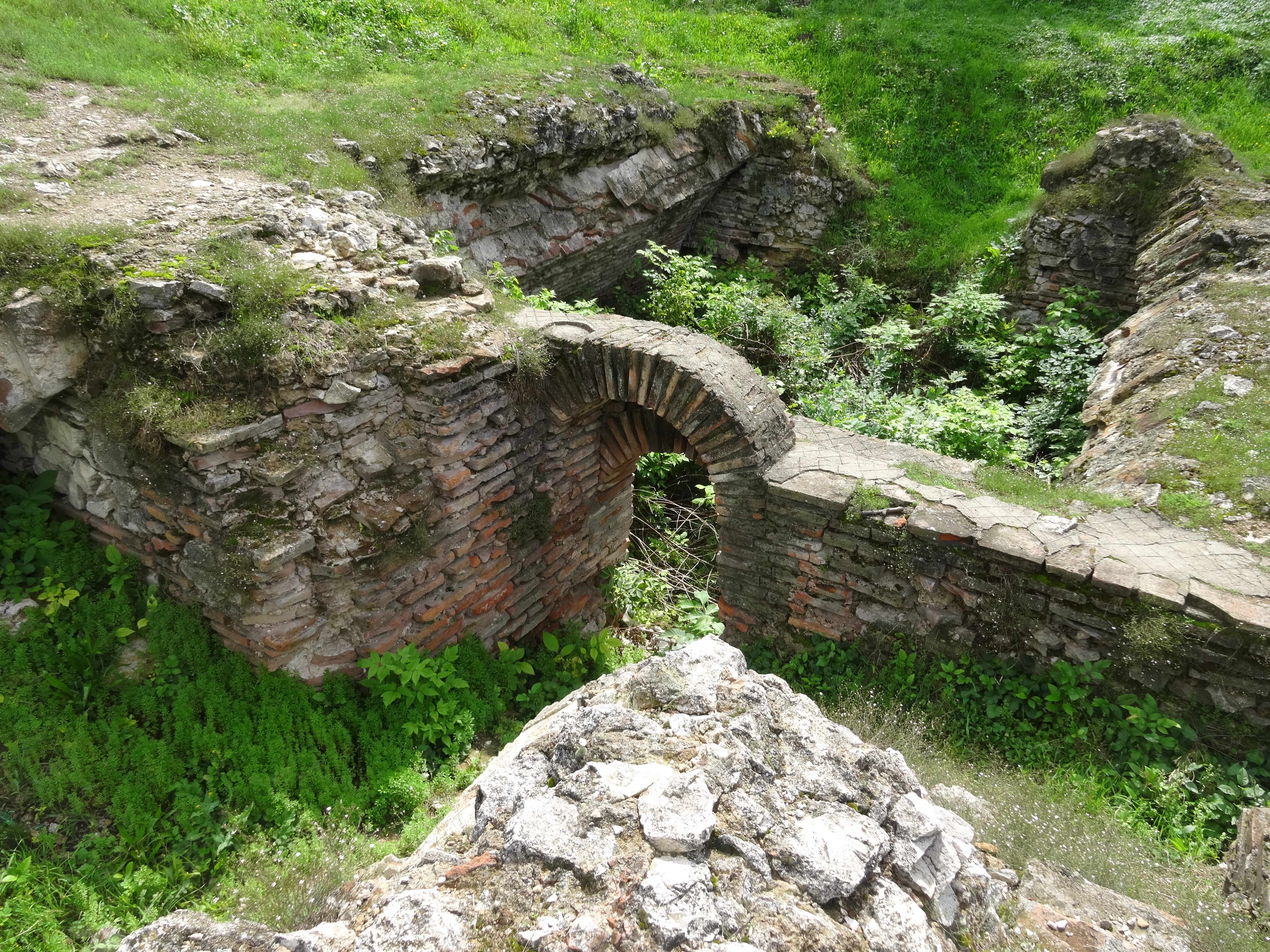

La basilique, constituée de trois nefs, est située entre la rue et le bâtiment voûté. Elle est décorée de mosaïques, de fresques ainsi que de piliers à chapiteaux composites.

La basilique.
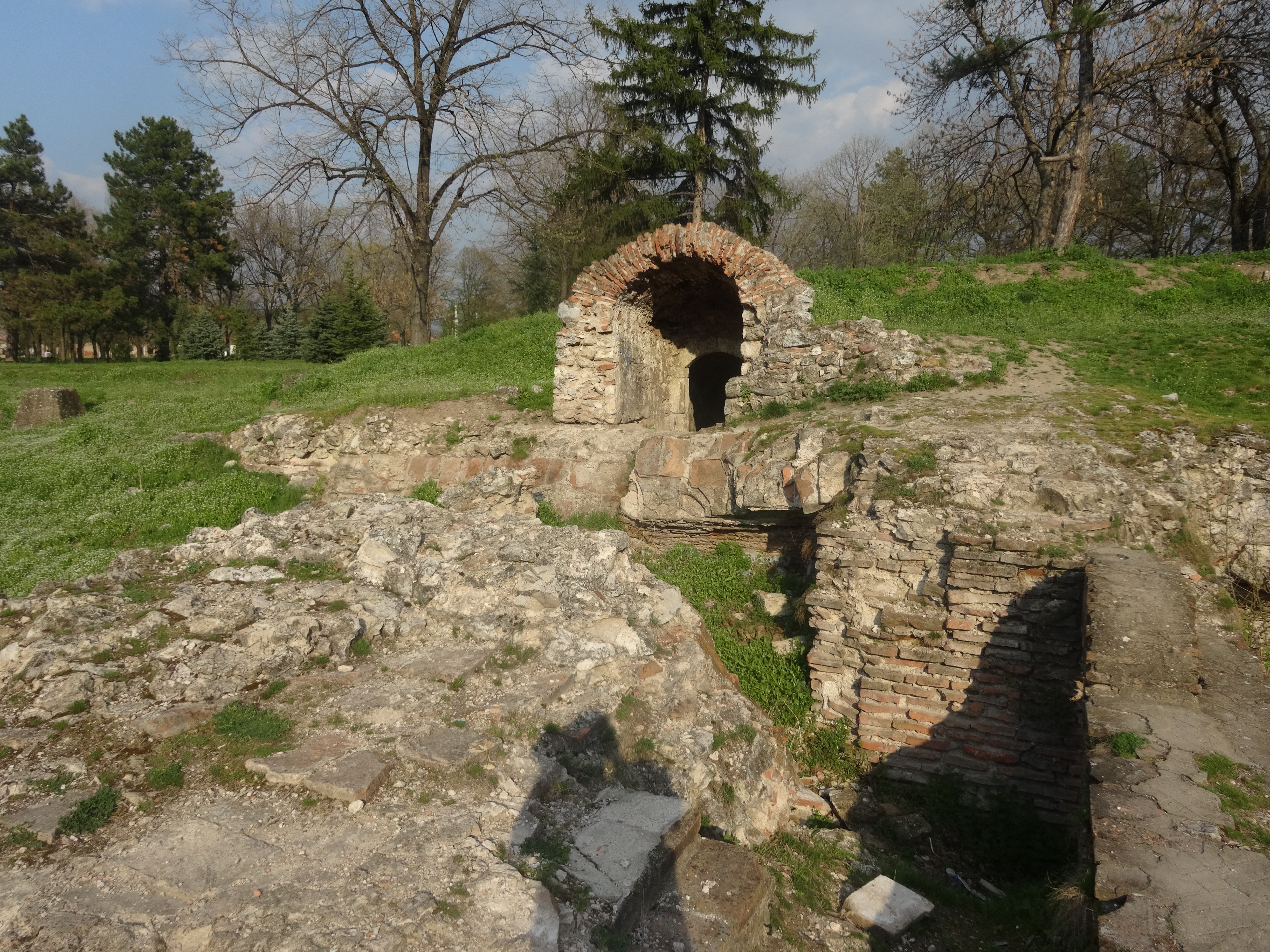
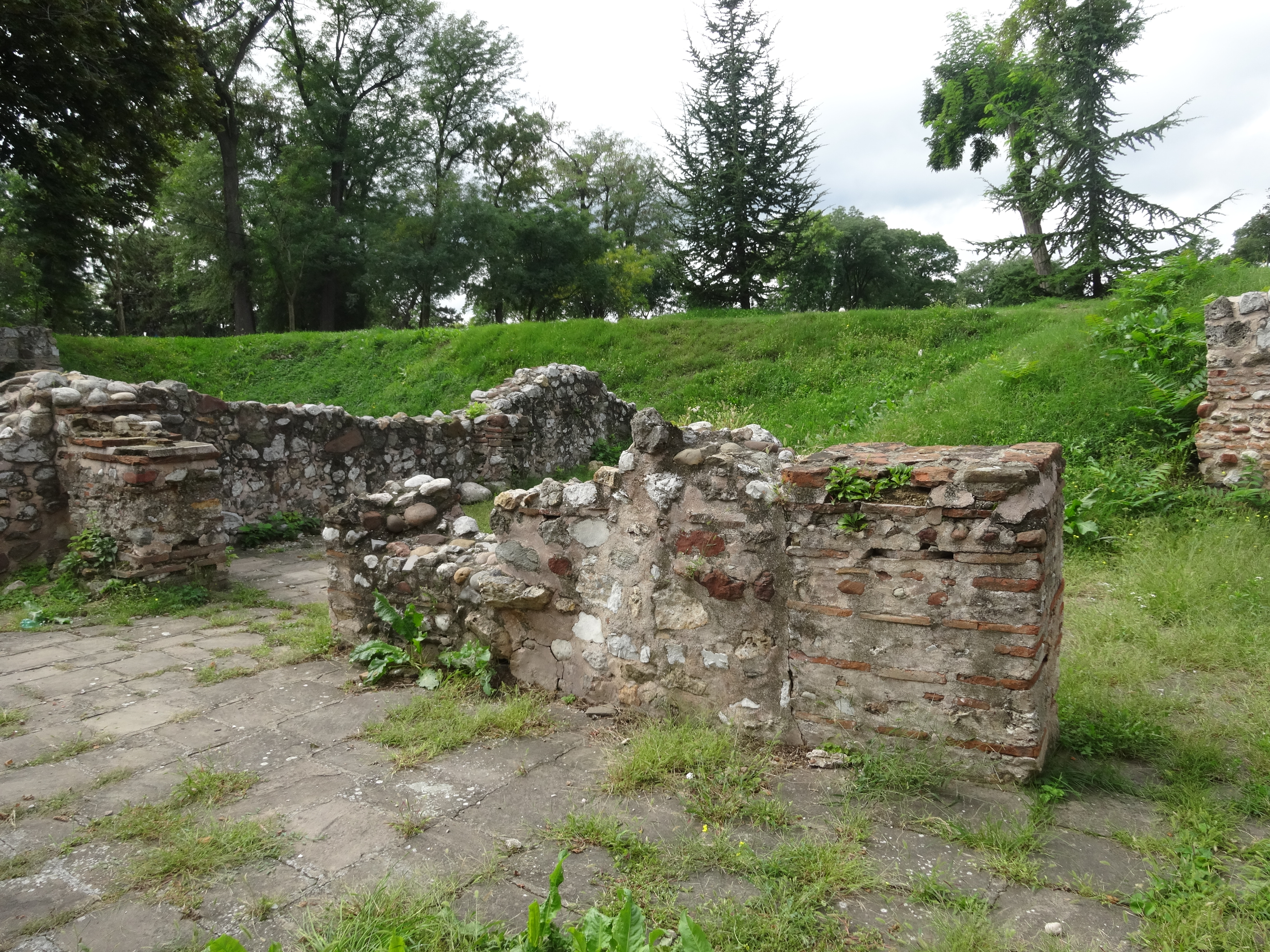
La basilique, avec une partie de la rue.

La rue, qui s'étend sur un axe nord-ouest-sud-ouest, est pavée de dalles de pierres de taille irrégulière (114 × 75 cm, 118 × 95 cm, 120 × 80 cm). Du côté sud se trouvent les vestiges d'une bordure surélevée grâce à sept poutres en pierre, placées les unes à côté des autres. Le long de l'axe de la rue se trouve un canal central en pierres et en briques d'une largeur de 60 cm, ainsi qu'un canal latéral plus étroit en briques, destiné à recueillir notamment l'eau de pluie et à la drainer dans le canal principal. Sur le côté sud de la rue, deux colonnes faisant partie d'un portique ont été conservées, mesurant 70 × 87 cm et 85 × 85 cm, construites en briques entières et concassées ; les colonnes sont parallèles à la rue, tandis que le mur intérieur est surélevé d'environ 30 cm par rapport au niveau de la voie.
Des fouilles archéologiques ont été réalisées sur ce site de 1982 à 1985.